# Liste der Kulturdenkmäler in Rheinland-Pfalz
In der Liste der Kulturdenkmäler in Rheinland-Pfalz sind die Kulturdenkmäler in Rheinland-Pfalz aufgelistet. Grundlage ist die Denkmalliste des Landes Rheinland-Pfalz, die von der Generaldirektion Kulturelles Erbe Rheinland-Pfalz erstellt und herausgegeben wird.

## Teillisten
Wegen der großen Anzahl von Kulturdenkmälern in Rheinland-Pfalz ist diese Liste in Teillisten aufgeteilt. Die Aufteilung erfolgt dabei entsprechend der offiziellen Denkmalliste.
Daraus ergibt sich eine Grobaufteilung der Liste entsprechend den 24 Landkreisen (bei großen Landkreisen den Verbandsgemeinden) und den 12 Kreisfreien Städten. Innerhalb dieser Grobaufteilung sind die einzelnen Listen dann nach Gemeinden aufgeteilt. Einen alphabetisch nach Gemeinden sortierten Überblick über alle existierenden Teillisten gibt die Kategorie:Liste (Kulturdenkmäler in Rheinland-Pfalz).

### Nach Landkreisen und Verbandsgemeinden
| - Landkreis Ahrweiler - Landkreis Altenkirchen - Landkreis Alzey-Worms - Landkreis Bad Dürkheim - Landkreis Bad Kreuznach - Landkreis Bernkastel-Wittlich - Landkreis Birkenfeld - Eifelkreis Bitburg-Prüm - Stadt Bitburg - Verbandsgemeinde Arzfeld - Verbandsgemeinde Bitburger Land - Verbandsgemeinde Prüm - Verbandsgemeinde Speicher - Verbandsgemeinde Südeifel | - Landkreis Cochem-Zell - Donnersbergkreis - Landkreis Germersheim - Landkreis Kaiserslautern - Landkreis Kusel - Landkreis Mainz-Bingen - Landkreis Mayen-Koblenz - Landkreis Neuwied - Rhein-Hunsrück-Kreis - Rhein-Lahn-Kreis - Rhein-Pfalz-Kreis - Landkreis Südliche Weinstraße - Landkreis Südwestpfalz - Landkreis Trier-Saarburg | - Landkreis Vulkaneifel - Westerwaldkreis |

### Nach Kreisfreien Städten
| - Frankenthal - Kaiserslautern - Koblenz - Landau in der Pfalz | - Ludwigshafen am Rhein - Mainz - Neustadt an der Weinstraße - Pirmasens | - Speyer - Trier - Worms - Zweibrücken |

## Gemeinden ohne Kulturdenkmäler
Für die folgenden 125 Gemeinden sind keine Kulturdenkmäler in der Denkmalliste ausgewiesen: 
- Adenbach
- Belg, Berod bei Hachenburg, Berzhausen, Borod, Buborn, Burtscheid (Hunsrück), Busenhausen
- Caan
- Dauwelshausen, Deimberg, Dürrholz
- Ebernhahn, Ehweiler, Eilscheid, Elzweiler, Emmelbaum, Etschberg, Eulenberg (Westerwald), Eulenbis, Ewighausen
- Fensdorf, Fluterschen, Frohnhofen, Fronhofen, Fürthen
- Gielert, Giershausen, Gonbach, Gries (Pfalz), Gückingen
- Hahn bei Marienberg, Halbs, Hambach (bei Diez), Hanroth, Hargarten (Eifel), Heinzenbach, Heinzenhausen, Hergersweiler, Heupelzen, Horhausen (Nassau), Hütten (Eifel)
- Idelberg, Immert, Ippenschied
- Kaden, Kammerforst (Westerwald), Kehlbach (Rheinland-Pfalz), Keppeshausen, Kesfeld, Kickeshausen, Kludenbach, Königsau, Kraam, Krickenbach, Krümmel (Westerwald), Krunkel, Kurtscheid
- Langenbach (Pfalz), Lascheid, Leimbach (bei Neuerburg), Linden (Westerwald), Luckenbach
- Maitzborn, Malberg (Westerwald), Maroth, Michelbach, Misselberg, Molzhain, Moritzheim, Mühlpfad
- Neunkirchen (Hunsrück), Nerzweiler, Niederhofen, Niederirsen, Niederroßbach, Niedersayn, Niederstaufenbach, Niedersteinebach, Nister-Möhrendorf
- Oberbachheim, Oberfischbach, Oberhaid (Westerwald), Oberlauch, Ölsen, Oppertshausen
- Pintesfeld
- Quirnbach (Westerwald)
- Racksen, Rammelsbach, Rehbach (bei Sobernheim), Reiff, Relsberg, Rödern (Hunsrück), Roscheid, Roth (Landkreis Altenkirchen), Roth (bei Stromberg), Rüscheid
- Selbach (Sieg), Schellweiler, Schürdt, Schwarzen, Selchenbach, Sengerich, Sessenbach, Spesenroth, Steinbach (Hunsrück), Steineroth, Stockum-Püschen, Stürzelbach
- Thalhausen
- Übereisenbach, Unterjeckenbach, Uppershausen
- Volkerzen
- Wahlenau, Walterschen, Welchweiler, Welkenbach, Werkhausen, Winkelbach
- Ziegenhain (Westerwald), Zimmerschied, Zweifelscheid